# I. Sigebert frank király
I. Sigebert, más írásmóddal Siegbert, Siegebert (535 – 575 novembere) frank király Austrasiában 561-től haláláig.
I. Chlothar gyermekeként született, és édesapja halála után a területi osztozkodásban Austrasiát kapta. Ez egyesítette Északkelet-Galliát, Türingiát és az auvergne-i területeket. Az osztozkodás után fivéreivel megesküdött a szentek ereklyéire, hogy megelégszik részével, sem erővel, sem ravaszsággal nem foglalja el a másikét. Az egyezség megtörése azonban nem sokat késett: 564-ben fivére, Chilperich kihasználva, hogy Sigebert Germániában hadakozott, részéből elfoglalta Reimst és még néhány várost. A hadjáratból győztesen visszatérő Sigebert nemcsak városait vette vissza, de egészen Soissons faláig üldözte Chilperichet, ahol csatára kényszerítve megverte őt és bevonult a városba. Sigebert ugyan erőszakos, hirtelen haragú ember volt, de lobbanékony természete igen hamar vált békülékennyé. Így újabb esküvel és ígéretekkel a két fivér összebékült, megfogadva, nem sértik meg többé egymás birtokát.
Sigebertet kivéve a három testvér, édesapjukhoz hasonlóan, nem elégedett meg egyetlen feleséggel. Szeszélyeik szerint házasodtak és hagyták el asszonyaikat. Miközben fivérei kicsapongó életet éltek, Sigebert elhatározta, hogy egyetlen feleséget vesz, méghozzá előkelő származásút. Követséget küldött tehát gazdag ajándékokkal Hispániába, hogy Athanagild nyugati gót király szépségéről híres leányának, Brünhildének a kezét megkérje. A követséget művelt, diplomáciai ügyességgel bíró férfi, Gogon, Sigebert háznagya vezette. Megbízatását siker koronázta, s magával hozta a gót királyleányt jegyeséhez a frankok országába. 566-ban, Metz városában tartották az esküvőt, fényes ünnepségek keretében. Austrasia minden előkelő személye meghívást kapott Galliából. A városok grófjai, a provinciák kormányzói, a Rajnán túlról érkeztek, a régi frank törzsek vezérei, alemanniai és türingiai duxok, gőgös barbárok és művelt rómaiak egyaránt ott voltak.
Sigebert előkelő házassága kiváltotta Chilperich féltékenységét. Ezért az feleségül vette Brünhilde testvérét, Galswinthát. Ám később visszavette korábbi szeretőjét, Fredegundát, Galswinthát pedig álmában megfojtották. A frankoknál éppúgy, mint a többi germán népnél, a legközelebbi rokon feladata volt, hogy a többi rokont fegyverbe hívja. Sigebert, Galswintha nővérének férje feladatának tekintette a bosszú végrehajtását és küldötteket menesztett Guntramhoz, hogy csatlakozásra kérje Chilperich ellen. Mivel a frank szokásjog lehetővé tette a választást a magánháború és a nyilvános ítélkezés között: kihirdették mindhárom királyságban, hogy Guntram király negyven éjszaka elteltével nagygyűlést tart a Sigebert és Chilperich közti békesség helyreállítására. A gyűlésen Guntram egy magasabb emelvényen elnökölt, míg a többiek egyszerű padokon helyezkedtek ell. A résztvevők mindegyike  oldalán kard volt, s mögöttük egy-egy szolga állt pajzssal és dárdával a kezében. Sigebert előlépett és felesége, Brünhilde nevében vádolta Chilperichet, hogy tudatosan része volt Galswintha meggyilkolásában. A vádlott negyven éjszaka haladékot kapott, hogy megjelenjen a bíróság előtt és tisztázza magát. Sem a történetírók, sem más feljegyzés nem szól arról, hogyan zajlott le a bírósági gyűlés Sigebert és Chilperich ügyében. Csak annyit tudunk, hogy a határozat kimondta: Brünhilde és örökösei birtokolják Bordeaux, Limoges, Cahors Béarn és Bigorre városait, amelyeket Galswintha férjétől házasságkötése másnapján kapott. Sigebert és Chilperich között pedig álljon helyre a béke.

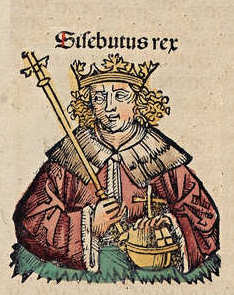
Sigebert arcképe a Nürnbergi krónikából (1493)

573-ban mégis kitört a háborúskodás, amelyik megszakítás nélkül majdnem negyven évig tartott. A viszálykodást Chilperich kezdte: legidősebb fiát Tours elfoglalására küldte. Ez meg is történt, mivel Sigebert nem tartott katonaságot a városokban, csak ott, ahol éppen tartózkodott. Poitiers-t pedig maga Chilperich király vette be, hasonlóan minden nehézség nélkül. Sigebert értesülve az eseményekről, hírvivőket küldött Guntramhoz az eskü megszegéséről. Mummolus, Guntram kiváló hadvezére visszavette Tours városát, ahonnét elmenekült Chilperich fia, és a lakosságot megeskette Sigebert király hűségre. Ezután hasonlóan cselekedett Poitiers-ben is. Miután megverte a frank sereget, feladatát teljesítve visszatért Guntram királyhoz anélkül, hogy a neustriai menekülőket üldözőbe vette volna.
Chlodvig, Chilperich fia, megmaradt kisszámú csapatával birtokba vette Bordeaux városát, ahol egy hónapig uralkodott. A pireneusi határ védője, az austrasiai Sigulf ekkor a terület lakosait felkelésre bírta. A vadászattal és pásztorkodással foglalkozó nép Sigulf gróf vezetésével rajtaütésszerűen rátámadt a városban tartózkodó neustriaiakra. Chlodvig és kísérete lóháton menekültek, Sigulf emberei pedig utánuk vetették magukat. Fújták a kürtjeiket, s Chlodvig szüntelen hallotta maga mögött üldözőinek kiáltását, akik egész nap a nyomában voltak. Mint az űzött szarvas, úgy vetette be magát az erdőbe. Csak az este leszállta után halkult el a kürt s a zaj, vált szabaddá a menekülők útja, akiknek végül sikerült eljutniuk Angers-ba. A vállalkozás nevetségességbe fulladt, ami csak jobban ingerelte Chilperichet. Ezúttal második fiát, Theudebertet küldte jóval nagyobb sereggel a városok ellen. Theudebert birtokba vette Tours, Poitiers, Limoges és Cahors városokat, akik hűségesküjük ellenére megadták magukat. A hódító útját kifosztott templomok, felégetett falvak s a püspökök és a szenátori rend tagjainak Bibliai átka kísérték.
Sigebert összegyűjtötte királysága haderejét. Seregébe hívta a hatalmát elismerő Rajnán túli germán törzseket. A még pogány alemannok, türingek, és bajorok, a frankok régi ellenségei indultak meg Gallia földjére. Chilperich nem mert vállalkozni az ütközetre, békét kért, megígérte a városok visszaadását, kérve Sigebertet, ne büntesse azok esküszegő lakóit. Az austrasiai és neustriai király tehát ismét békét kötött, de Sigebert zsákmányra éhes katonái elégedetlenkedtek emiatt. A király szelíd szavakkal és ígéretekkel lecsendesítette ugyan őket, de azt nem tudta megakadályozni, hogy visszaútjukon végigdúlják, fosztogassák a vidéket.

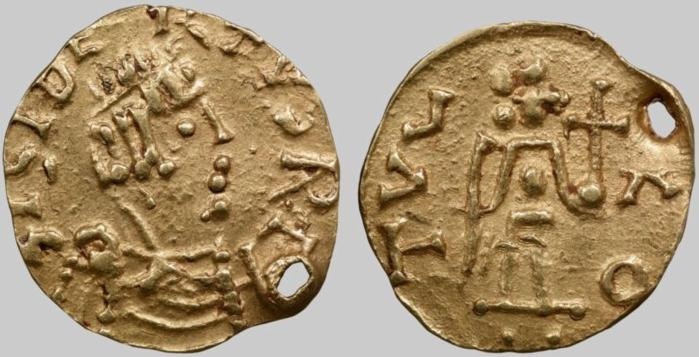
Sigebert más pénzérméje

575-ben Chilperich ismét behatolt Austrasia területére, felgyújtva a falvakat, elvíve minden elvihetőt. Sigebert, aki ellenállt felesége sürgetésének, mivel az nem akart sem békét, sem fegyverszünetet nővére gyilkosaival, most rádöbbent, hogy kijátszották jóhiszeműségét. Brünhilde biztatása így elszánttá tette a királyt a halálos párviadalra. Újra visszahívta barbár szövetségeseit, s Chilperichet Párizsig szorította vissza. Itt megszegvén egy korábban kötött egyezséget, fivérei jóváhagyása nélkül lépett be a városba. Chilperich Tournaiba menekült, ahol az austrasiai csapatoktól körülzárva tehetetlenül várta az elkövetkezőket. Ezalatt Brünhilde, hogy férjét egy újabb megegyezéstől visszatartsa, elhagyta Metz városát és Párizsba ment. Annyira biztos volt férje győzelmében, hogy két leánya és négyéves kisfia mellett nagy mennyiségű aranykincset is magával vitt. A királynőt egyháziak és világiak nagy tisztelettel üdvözölték, csak Párizs püspöke nem sietett eléje. Szent Germanus, betegen levelet írt neki, amelyben megbocsátásra és megbékélésre intette. Arra figyelmeztette a királynőt, hogy a testvérháború az egész királyság romlását okozza és nem hoz dicsőséget sem reá, sem fiaira.
Amikor Sigebert seregével elindult Tournai ostromára, a szent püspök felkelt betegágyából, hogy megkísérelje visszatartani. "Siegebert király – szólott hozzá – , ha fivéred megölésének szándéka nélkül mész, élve és győztesen térsz meg, de ha másféle gondolataid vannak, meg fogsz halni. Mert az Úr így szólt Salamon szájával: »Az árokba, amelyet azért ástál, hogy fivéred beleessen, te magad fogsz beleesni.«". Miként Brünhildét, úgy Sigebertet sem ingatták meg a püspök szavai. Erősen hitt győzelmében és szó nélkül folytatta útját. Nemsokára eltűntek a szeme elől a város kapui, ahol felesége és három gyermeke várta visszatértét.
Neustrián átvezető útja diadalmenet volt. A városok gall lakói és a papság körmenetben jöttek eléje, a frankok lovaikkal érkeztek, hogy seregéhez csatlakozzanak. Latin és frank nyelvű éltetések hangzottak mindenfelől. Vitry mellett a terület lakói összegyűltek, hogy királyukká válasszák. A szertartás a nyílt mezőn zajlott le. A fegyveres frankok széles kört alkotva helyezkedtek el, amelynek közepén állt Sigebert fő hivatalnokaival és magas rangú előkelőkkel. Négy robusztus termetű katona hatalmas pajzsot hozott, amire ráültették a királyt és vállukra emelve háromszor körülvitték nemesei kíséretében, a sokaság pedig éltette. Hogy felkiáltásuk még hangosabb legyen, kardjuk lapjával ütögették vassal ellátott pajzsukat. A harmadik kör után Sigebert királysága törvényessé lett, s ettől kezdve joggal nevezhette magát Austrasia és Neustria királyának. Az elkövetkező napokat vidám mulatságokkal, harci játékokkal, ragyogó ünneplésekkel töltötték.

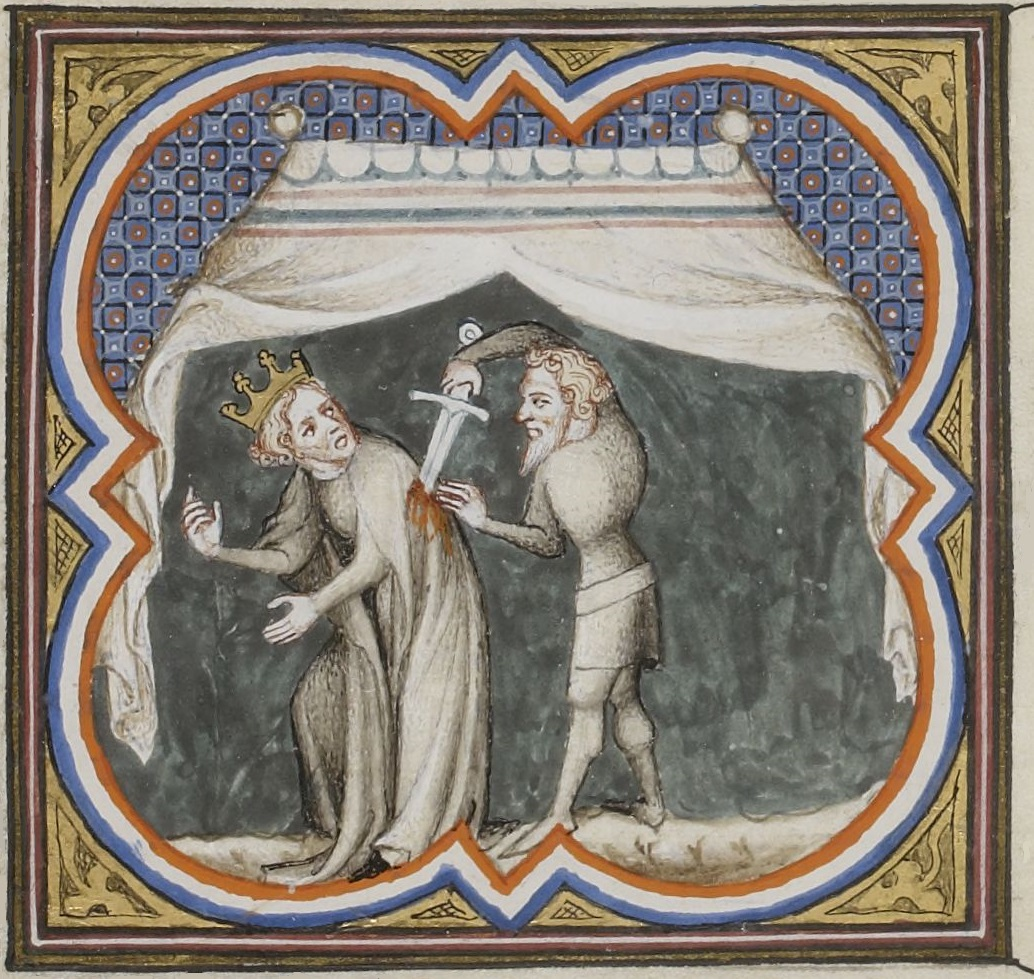
Sigebert meggyilkolása

Ezalatt a körülzárt Tournai-ban a trónjavesztett és hívei által elhagyott Chilperich reménytelen helyzetében tétlenül maradt. Azonban felesége, Fredegunda gyilkos tervet szőtt Két fiatal katonát, odaadó híveit megbízta Sigebert megölésével A két ifjú megérkezve a király szállására, kihallgatást kért az uralkodótól, mint mondták, az üdvözlésre jöttek. Miközben a király jóindulatúan hallgatta őket, két oldalról egyszerre szúrtak az oldalába mérgezett késükkel. Sigebert halálhírére a Tournai-t körülzáró austrasiai katonák sietve visszatértek országukba Az ünneplő Vitryt is elhagyták a neustriaiak. Csak néhány hű ember őrizte a holttestet. Chilperich előtt szabad lett az út. Vitryben lekiismeretfurdalás és talán gyűlölet nélkül nézte halott fivérét. Elrendelte, hogy királyhoz méltó módon temessék el. Germán szokás szerint díszes ruhába öltöztették, értékes fegyverével együtt nagy pompával hantolták el Lambres falu mellett. Chilperich Párizsba ment, ahol Brünhilde a kincset őrizte. A özvegyet Rouenba küldte. A gyermek Childebertet sikerült Metzbe menekíteni, ahol még ez év karácsonyán királlyá kiáltották ki.